# Edwardsia annamensis
Espèce
Edwardsia annamensis est une espèce de la famille des Edwardsiidae.

## Systématique
Le nom valide complet (avec auteur) de ce taxon est Edwardsia annamensis Carlgren, 1943.

## Publication originale
- Carlgren, O. (1943). East-Asiatic Corallimorpharia and Actiniaria. Kungliga Svenska Vetenskaps-Akademiens Handlingar. 20: 1-43, pls. 1-2.